# Idiomiris
Idiomiris is een geslacht van wantsen uit de familie van de Miridae (Blindwantsen). Het geslacht werd voor het eerst wetenschappelijk beschreven door China in 1963.

## Soorten
Het genus bevat de volgende soort:

- Idiomiris magellanesensis China, 1962